# Unterneuses (Burgebrach)
Unterneusesist ein Gemeindeteil des Marktes Burgebrach im oberfränkischen Landkreis Bamberg in Bayern.

## Geographie
Das Kirchdorf Unterneuses liegt am östlichen Rand des Steigerwaldes im Tal der Rauhen Ebrach, eines linken Zuflusses der Regnitz, auf 272 m ü. NHN. Der Ort liegt an der Bundesstraße 22, die eine Verbindung nach Oberharnsbach (0,7 km östlich) sowie nach Burgebrach (2,8 km westlich) herstellt. Zudem führen die Staatsstraße 2263 nach Steppach (6 km südlich) und die Kreisstraße BA 29 nach Stappenbach (2,1 km ostsüdöstlich). Unterneuses besaß früher einen Bahnhof an der heute zwischen Frensdorf und Ebrach abgebauten Bahnstrecke Strullendorf–Ebrach.

## Geschichte
Die Gegend um das heutige Unterneuses war bereits vor über 2000 Jahren besiedelt, dortige Keramikfunde gehen bis in die Hallstatt- und frühe Latènezeit zurück. Von 1815 bis 1998 braute die Brauerei zur Post in Unterneuses, die Brauerei Fischerbräu bestand von 1772 bis 1981. Die ehemalige Gemeinde Unterneuses wurde am 1. Januar 1972 mit Failshof im Zuge der Gebietsreform in Bayern nach Burgebrach eingemeindet.

## Religion

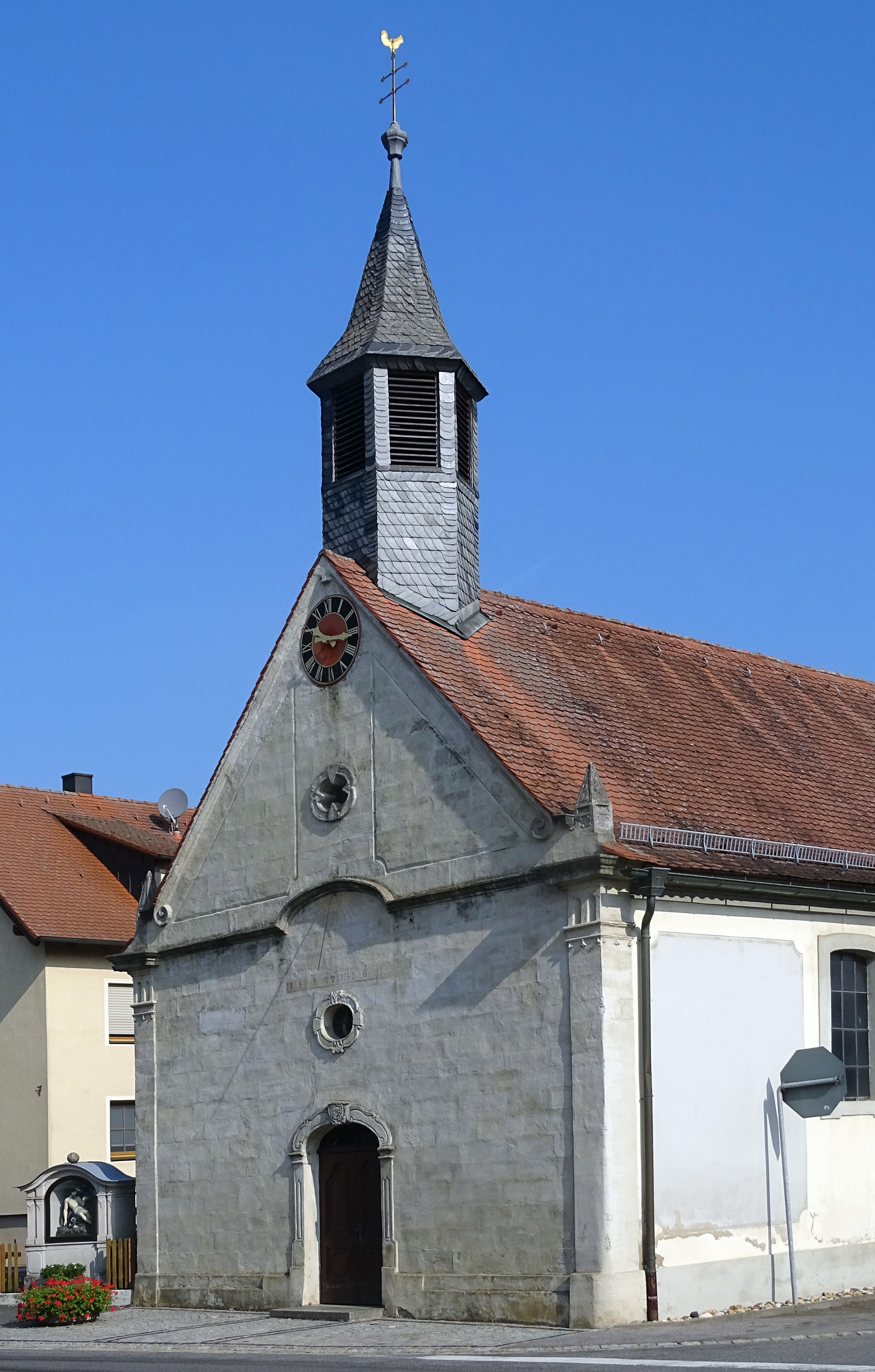
Katholische Filialkirche St. Maria

In Unterneuses wurde erstmals 1779 bis 1780 eine Kapelle errichtet, zuvor wurden Gottesdienste unter freiem Himmel abgehalten. Der Bau im Barockstil wurde 1920 erweitert. Das Patronatsfest findet am 21. November statt, die Kirchweih wird am 3. Sonntag im Oktober gefeiert.

## Kultur
In der Liste der Baudenkmäler in Burgebrach sind für Unterneuses zehn Baudenkmäler aufgeführt.